# Himbirti
Himbirti (oder Himberti, Tigrinya ሕምብርቲ) ist eine Stadt in Eritrea, in der Region Maekel, im Bezirk Ghala Nefhi, in einer Entfernung von gut 20 Kilometern südwestlich der Hauptstadt Asmara. Bei der Volkszählung im Jahr 2000 hatte die Stadt 8.700 Einwohner.

## Wirtschaft und Infrastruktur
Südlich von Himbirti liegt ein 5 Hektar großer Stausee, aus dem unter anderem Fisch gefangen wird. Insgesamt kommen jährlich etwa 300 kg Fisch pro Hektar zustande.
Die einzige asphaltierte Straße des Ortes verbindet Himbirti mit dem Eritrea Institute of Technology und weiter mit Asmara.